# Việt quất bụi thấp
Việt quất bụi thấp hay Việt quất bụi, Việt quất đất bạc màu (tên khoa học: Vaccinium angustifolium), là một loài cây thuộc chi Việt quất có nguồn gốc từ miền trung Canada và Đông Bắc Hoa Kỳ, ranh giới sinh sống của chúng nằm ở bang Virginia Tây ở phía Nam và vùng Ngũ Đại Hồ, bang Minnesota, Manitoba ở phía Tây.

## Đặc điểm
Việt quất là một cây bụi rụng lá cao 35 phân, có một số cây có thể cao 60 phân. Lá cây rộng bản hay có hình dạng êlíp; màu xanh lục pha xanh lam và bóng nhoáng vào mùa hè, đến mùa thu chuyển sang màu tím. Chồi cây có màu đỏ nâu ở phần cuống. Hoa hình chuông, màu trắng, dài chừng 5 ly.
Quả mọng, nhỏ, màu từ xanh đậm đến đen, có mùi thơm nhẹ, chín giữa mùa hạ, được con người và nhiều loại động vật ưa thích. Thậm chí khả năng sinh sản của loài gấu đen hoang dã phụ thuộc vào việc việt quất được mùa hay không. Việt quất bụi thấp sinh trưởng tốt nhất trong khu vực có nhiều cây hoặc trong khu vực trống trải, có đất chua và tiêu nước tốt. Ở một số nơi gần như chỉ có việt quất mọc trên nguyên cả một khoảng đất rộng lớn mà không có loài thực vật khác.
Việt quất bụi thấp chịu lửa tốt và chúng thường phát triển mạnh sau những vụ cháy rừng. Thông thường, những nhà vườn trồng loại việt quất này cứ cách vài năm lại đốt các vườn việt quất để loại bỏ sâu bệnh, cỏ dại, cây bụi và để làm đất thêm màu mỡ. Trong tiếng Pháp vùng Acadia, một vườn việt quất được gọi là "brûlis", từ này bắt nguồn từ chữ brûlé - có nghĩa là "đốt cháy" - nhằm ám chỉ phương pháp này.

## Phân bổ
Loài Việt quất bụi thấp thực vật bản địa cũng được trồng ở bang Maine, bang Massachusetts trong các khu vưởn nhỏ. Nó là cây ăn quả biểu tượng cho bang Maine.

## Sản xuất

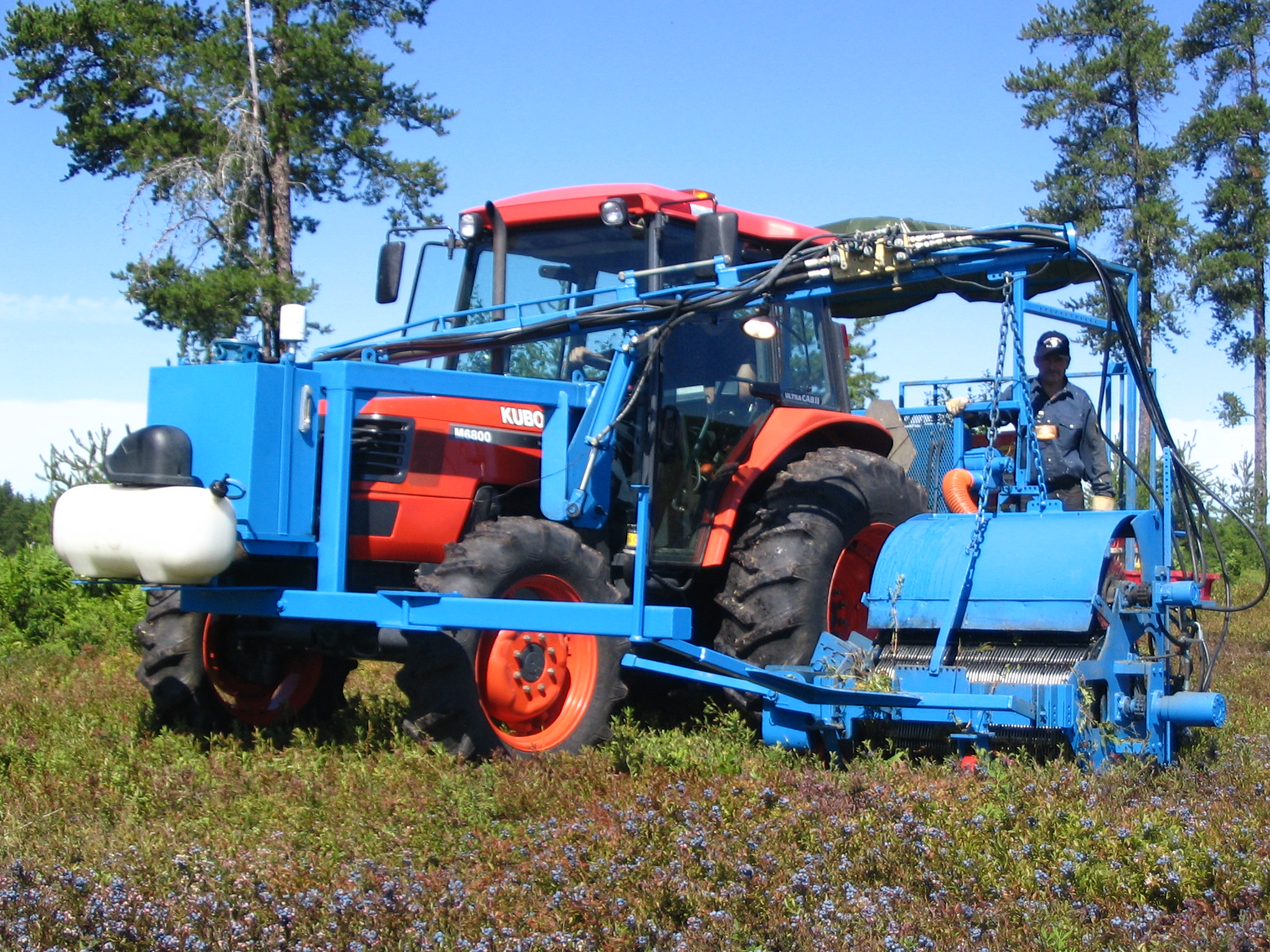
Một công nhân đang điều khiển xe khai thác quả việt quất tại một vườn việt quất ở New Brunswick, Canada

Vào năm 2006, sản lượng việt quất ở bang Quebec đã đạt tới 70 triệu pound. Trong đó, 55 triệu được sản xuất từ các vườn việt quất và 15 triệu còn lại là việt quất hoang dại khai thác trong rừng. Phần lớn số việt quất này - chừng 67,5 triệu pound - đã được tung ra thị trường, đặc biệt dưới dạng quả đông lạnh.